# Diga di Söğüt
La diga di Söğüt è una diga della Turchia. Si trova nella provincia di Kütahya.